# فيكتور ويلسون
فيكتور ويلسون (بالإنجليزية: Victor Wilson)‏ هو سياسي أسترالي، ولد في 30 يونيو 1877 في أديلايد في أستراليا، وتوفي في 13 يوليو 1957 في أستراليا. حزبياً، نشط في Nationalist Party (Australia) ‏. وقد انتخب عضو مجلس الشيوخ الأسترالي ‏ عن دائرة جنوب أستراليا ‏ (1 يوليو 1920 – 30 يونيو 1926).